# Kim Amb
Kim Amb (* 31. Juli 1990 in Solna) ist ein schwedischer Leichtathlet, der sich auf den Speerwurf spezialisiert hat.

## Sportliche Laufbahn
Kim Amb trat erstmals im Jahr 2007 in einem internationalen Wettkampf im Speerwurf an. 2008 gelang ihm die Qualifikation für die U20-Weltmeisterschaften in Bydgoszcz. Wenngleich er dabei persönliche Bestleistung warf, reichten die 67,59 m nicht für den Einzug in das Finale. Einen Monat später warf er den Speer nochmal knapp zwei Meter weiter. Im Juni 2010 gelang ihm der erste Wurf über die 70-Meter-Marke. Bis August verbesserte er seine Bestleistung bis auf 77,81 m. Ebenfalls im August wurde er schwedischer Vizemeister. Im Sommer 2011 nahm er an den U23-Europameisterschaften in Ostrava teil. Dabei warf er den Speer im Finale auf 79,48 m und damit auf eine neue Bestweite. Mit der Weite belegte er den insgesamt vierten Platz. Im August gelang ihm bei den schwedischen Meisterschaften der erste Wurf über 80 m, mit der er erstmals schwedischer Meister bei den Erwachsenen wurde.
2012 nahm Amb an den Europameisterschaften in Helsinki teil. Nach einem 80-Meter-Wurf zog er in das Finale ein, in dem er knapp unter 80 m blieb und insgesamt Siebter wurde. Anschließend gelang ihm die Qualifikation für die Olympischen Sommerspiele in London. Dabei blieb er in der Qualifikation, im Vergleich zu seiner Saisonbestleistung von 81,51 m aus dem Juli, rund 2,5 Meter zurück und schied als 18. aus. 2013 nahm er an einer Vielzahl von Wettkämpfen auf dem europäischen Kontinent teil, mit dem Höhepunkt, den Weltmeisterschaften von Moskau. Dabei gelang ihm die Qualifikation für das Finale, in dem er den zehnten von insgesamt 12 Plätzen belegte. Gut eine Woche danach stellte er in Stockholm, wo er im Norden der Stadt trainiert, eine neue Bestleistung von 83,21 m auf. In Zagreb, zwei Wochen später, legte er noch einmal mehr als einen Meter nach. In den nächsten Jahren kam er zunächst über diese Weite von 84,61 m hinaus. So gelang ihm beispielsweise 2014 bei den Europameisterschaften in Zürich kein gültiger Versuch in der Qualifikation. 2015 konnte er sich mit 81,63 m in der Qualifikation der Weltmeisterschaften in Peking für das Finale qualifizieren. Im Finale kam er nicht an seine Weite aus der Qualifikation heran und belegte als Elfter den vorletzten Platz.
2016 trat Amb zunächst bei den Europameisterschaften in Amsterdam an. Dort belegte er mit 79,36 m im Finale den siebten Platz. Anschließend nahm er in Rio de Janeiro zum zweiten Mal bei den Olympischen Sommerspielen teil. Dabei warf er in der Qualifikation knapp über 80 Meter und schied damit aus. Insgesamt belegte er den 17. Platz. In den zwei folgenden Saisons nahm er an deutlich weniger Wettkämpfen, im Vergleich zu den Vorjahren, teil. Einer der Wettkämpfe war das Diamond-League-Meeting 2017 in Doha. Im Jahr 2019 gelang ihm noch einmal das Comeback in der Weltspitze. Nachdem er im September bei den schwedischen Meisterschaften die seine Bestleistung auf 86,04 m steigerte, zog er einen Monat später auch bei den Weltmeisterschaften in das Finale ein. Nach mehr als 84 Metern aus der Qualifikation kam er im Finale nur knapp über 80 Meter und wurde damit Achter. 2020 verbesserte er sich im Juli bei einem Wettkampf in Zweibrücken auf 86,49 m, mit dem er aus dem Meeting als Sieger hervorging. 2021 nahm er in Tokio zum dritten Mal an den Olympischen Sommerspielen teil. Mit Saisonbestleistung von 82,40 m erreichte er das Finale, in dem er nicht an diese Weite herankam und am Ende den vorletzten der insgesamt zwölf Plätze belegte.
Insgesamt wurde Amb im Laufe seiner Karriere bislang siebenmal schwedischer Meister im Speerwurf. Eines seiner sportlichen Ziele ist es den schwedischen Rekord von 89,10 m, den Patrik Bodén 1990 aufstellte, zu übertreffen.

## Wichtige Wettbewerbe
| Jahr                 | Veranstaltung             | Ort                  | Platz                | Disziplin            | Weite                |
| Startet für Schweden | Startet für Schweden      | Startet für Schweden | Startet für Schweden | Startet für Schweden | Startet für Schweden |
| -------------------- | ------------------------- | -------------------- | -------------------- | -------------------- | -------------------- |
| 2008                 | U20-Weltmeisterschaften   | Bydgoszcz            | 13.                  | Speerwurf            | 69,59 m              |
| 2011                 | U23-Europameisterschaften | Ostrava              | 4.                   | Speerwurf            | 79,48 m              |
| 2012                 | Europameisterschaften     | Helsinki             | 7.                   | Speerwurf            | 79,03 m              |
| 2012                 | Olympische Sommerspiele   | London               | 18.                  | Speerwurf            | 78,94 m              |
| 2013                 | Weltmeisterschaften       | Moskau               | 10.                  | Speerwurf            | 78,91 m              |
| 2014                 | Europameisterschaften     | Zürich               |                      | Speerwurf            | o.g.V                |
| 2015                 | Weltmeisterschaften       | Peking               | 11.                  | Speerwurf            | 78,51 m              |
| 2016                 | Europameisterschaften     | Amsterdam            | 7.                   | Speerwurf            | 79,36 m              |
| 2016                 | Olympische Sommerspiele   | Rio de Janeiro       | 17.                  | Speerwurf            | 80,49 m              |
| 2019                 | Weltmeisterschaften       | Doha                 | 8.                   | Speerwurf            | 80,42 m              |
| 2021                 | Olympische Sommerspiele   | Tokio                | 11.                  | Speerwurf            | 79,69 m              |

## Leistungsentwicklung
- 2007: 62,78 m
- 2008: 69,34 m
- 2010: 77,81 m
- 2011: 80,09 m
- 2012: 81,84 m
- 2013: 84,61 m
- 2019: 86,03 m
- 2020: 86,49 m